# Shao Yong

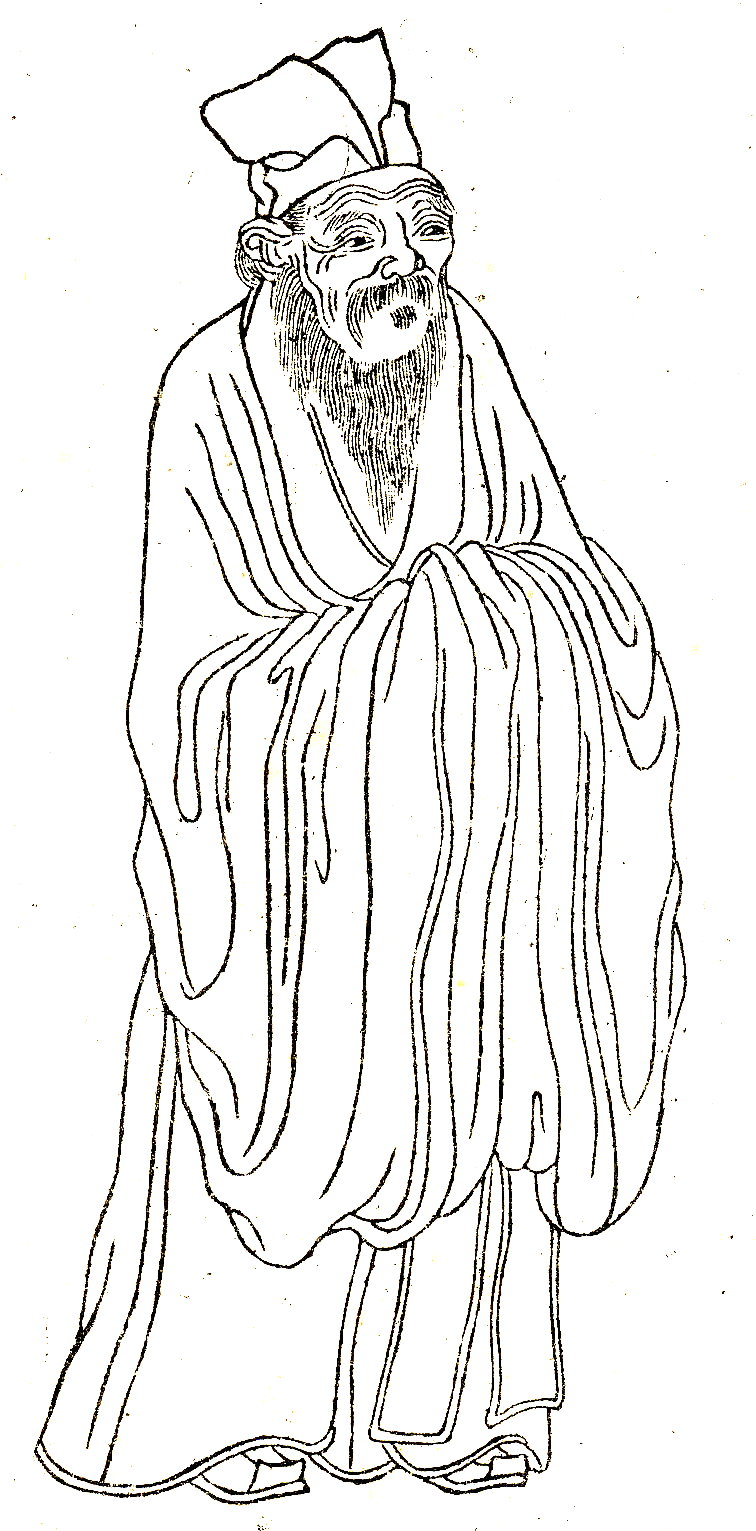
Shao Yong, Illustration aus Wanxiaotang Zhuzhuang huazhuan（晩笑堂竹荘畫傳）

Shao Yong (chinesisch 邵雍, Pinyin Shào Yōng, W.-G. Shao Yung; posthumer Titel: Kangjie 康節,  Kāngjié,  Kang-chieh; geboren 1011; gestorben 1077) war ein chinesischer Philosoph, Dichter, Kosmologe und Historiker der Song-Dynastie. Er hat die Entwicklung des Neo-Konfuzianismus in China stark beeinflusst.
Shao war einer der gelehrtesten Männer seiner Zeit. Auf der Grundlage des Buches der Wandlungen (Yijing) und der Yin-Yang-Schule entwickelte Shao Yong ein phantastisches System der Symbolik und eine äußerst spekulative Kosmologie. Er vermied es sein ganzes Leben lang, einen Regierungsposten anzunehmen. Trotzdem war sein Einfluss kaum weniger groß. Shaos einflussreiche Abhandlung ist das Huangji jingshi (皇極經世, Buch der obersten Weltordnungsprinzipien).

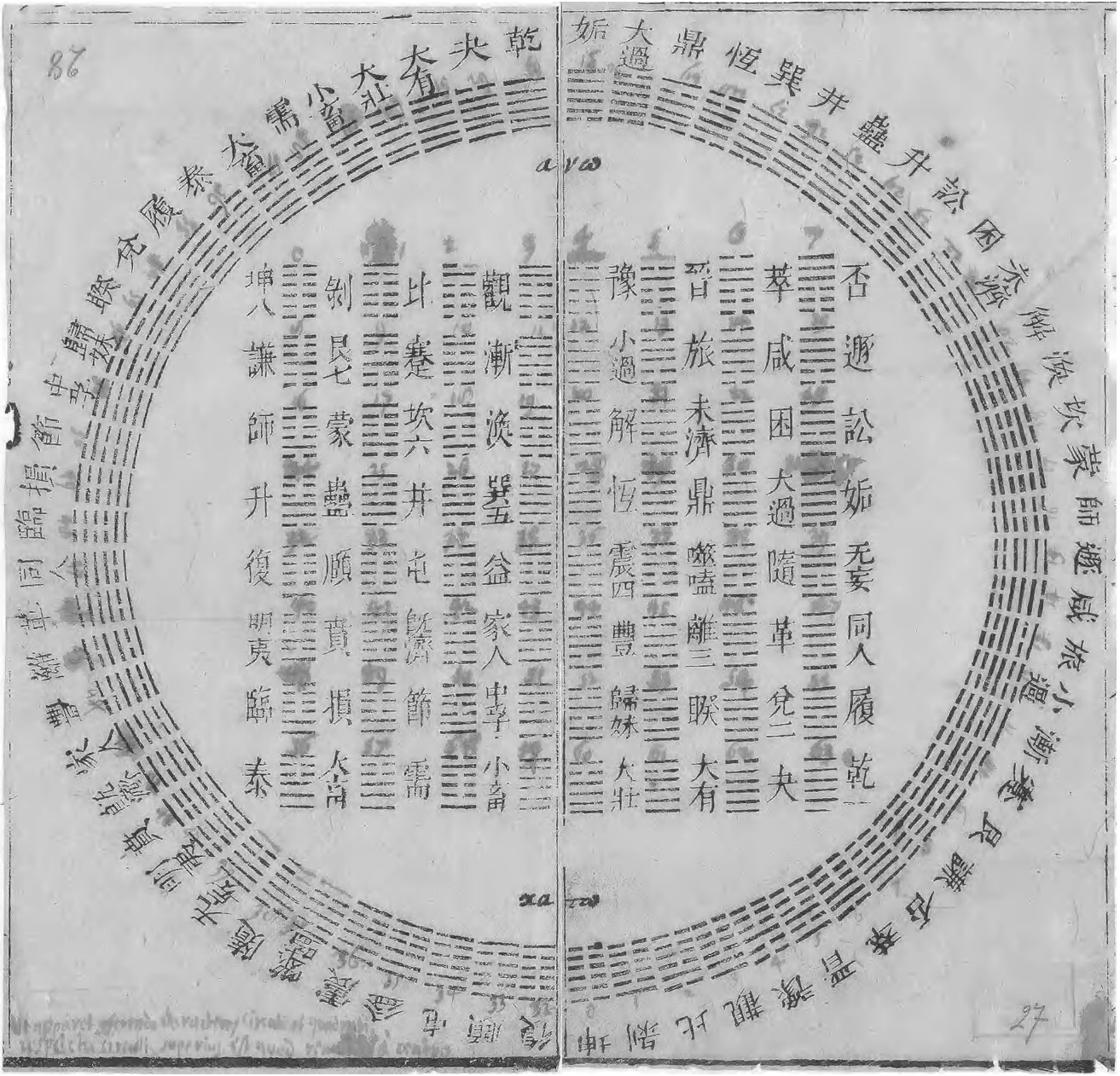
64 Hexagramme im I Ging

Seine Anordnung der acht Trigramme und 64 Hexagramme im I Ging ist als Xian tian (Früherer Himmel) bekannt und beeindruckte sechs Jahrhunderte später Gottfried Wilhelm Leibniz bei der Entwicklung von binären Rechenoperationen.